# Trance and Dance in Bali
Trance and Dance in Bali is een Amerikaanse documentaire uit 1938. In de film legde de filmmakers hun de bezoeken aan Bali vast die ze maakte tussen 1936 en 1939. De film die in de jaren dertig gefilmd was kwam pas in 1952 uit. De film werd in 1999 opgenomen in de National Film Registry.